# Ázerbájdžán na Letních olympijských hrách 2012
Ázerbájdžán na Letních olympijských hrách 2012 reprezentovalo 53 závodníků, z toho 39 mužů a 14 žen, kteří o medaile usilovali v 15 sportech. Celkem vybojovali 10 medailí, z toho 2 zlaté, 2 stříbrné a 6 bronzových. Nejúspěšnější byli zápasníci, kteří vybojovali 7 medailí, 2 zlaté, 2 stříbrné a 3 bronzové.

## Medailové pozice
| Medaile | Jméno                 | Sport    | Disciplína                   |
| ------- | --------------------- | -------- | ---------------------------- |
| Zlato   | Togrul Asgarov        | Zápas    | Muži volný styl 60 kg        |
| Zlato   | Šarif Šarifov         | Zápas    | Muži volný styl 84 kg        |
| Stříbro | Rovšan Bajramov       | Zápas    | Muži řecko-římský 55 kg      |
| Stříbro | Marija Stadnyková     | Zápas    | Ženy volný styl 48 kg        |
| Bronz   | Valentin Xristov      | Vzpírání | muži 56 kg                   |
| Bronz   | Emin Ahmadov          | Zápas    | Muži řecko-římský 74 kg      |
| Bronz   | Yuliya Ratkeviç       | Zápas    | Ženy volný styl 55 kg        |
| Bronz   | Teymur Məmmədov       | Box      | muži váha těžká do 91 kg     |
| Bronz   | Magomedrasul Medžidov | Box      | muži váha super těžká +91 kg |
| Bronz   | Chetag Gozjumov       | Zápas    | Muži volný styl 96 kg        |